# BBC Wales
BBC Wales (Welsh: BBC Cymru), ook wel BBC Cymru Wales genoemd, is een afdeling van de British Broadcasting Corporation, gevestigd in Cardiff (Wales). BBC Wales begon in 1937 als radiozender The BBC Welsh Region en kreeg in 1964 haar huidige naam. BBC Wales zendt programma's uit in het Welsh. Het is tevens een productiemaatschappij voor Engelstalige programma's zoals Doctor Who (sinds 2005) en de spin-offs Torchwood en The Sarah Jane Adventures.